# V409 Большого Пса
V409 Большого Пса (лат. V409 Canis Majoris) — одиночная переменная звезда в созвездии Большого Пса на расстоянии приблизительно 10269 световых лет (около 3149 парсеков) от Солнца. Видимая звёздная величина звезды — от +15,91m до +15,88m.

## Характеристики
V409 Большого Пса — пульсирующая переменная звезда типа Дельты Щита (DSCTC:).